# Marius de Zayas

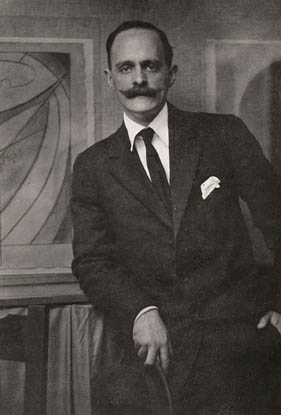
Alfred Stieglitz: Marius de Zayas (1913)

Marius de Zayas Enriquez y Calmet (* 13. März 1880 in Veracruz, Mexiko; † 10. Januar 1961 in Stamford, Connecticut) war ein mexikanischer Karikaturist, Maler, Autor und Galerist. Er gehörte in den 1910er und 1920er Jahren zu den einflussreichsten Personen der New Yorker Kunstwelt.

## Leben
De Zayas entstammte einer wohlhabenden Aristokratenfamilie aus Veracruz, Mexiko. Sein Vater, Rafael de Zayas (1848–1932), war ein renommierter Dichterjurist, Dramatiker und Journalist. Er gründete und verlegte zwei Zeitungen in Veracruz, was den beiden Söhnen Marius und dem jüngeren George (1898–1967) Gelegenheit gab, ihr zeichnerisches Talent in Zeitungsillustrationen umzusetzen.
1906 steuerten die Brüder Karikaturen für El Diario bei, eine der damals führenden Zeitungen in Mexiko-Stadt, die von dem amerikanischen Journalisten Benjamin De Casseres (1873–1945) gegründet worden war. Als die Zeitungen der de Zayas eine kritische Haltung gegen den amtierenden Präsidenten Porfirio Díaz bezogen hatten, geriet die Familie unter Druck und musste Mexiko in Richtung New York verlassen.
In New York begann de Zayas Karikaturen für die New York Evening World zu zeichnen. Seine geistreichen Parodien prominenter Personen fanden schnell Zuspruch. Über den Kontakt zur New Yorker Kunstwelt wurde er mit dem Galeristen Alfred Stieglitz bekannt, der 1909 in seiner Galerie 291 Karikaturen von de Zayas präsentierte. Bald fungierte de Zayas als „rechte Hand“ des Galeristen. In dessen Auftrag reiste er im Oktober 1910 nach Paris, wo er sich nach neuen Künstlern und Kunstrichtungen umtat. Er schloss sich dem Kreis um Apollinaire an, wobei er Bekanntschaft mit Pablo Picasso machte, den er für eine Ausstellung in Stieglitz’ Galerie  – Picassos erste Ausstellung überhaupt in den Vereinigten Staaten – gewinnen konnte. Da beide Spanisch sprachen, konnte Zayas eines der ersten umfangreicheren Interviews mit dem Künstler führen. De Zayas’ anschließender Artikel schilderte erstmals ausführlich Picassos eigene Gedanken über sein Werk.
1911 kehrte de Zayas nach New York zurück. Er begann, seine Karikaturen zu abstrahieren und lieferte damit den „mechanomorphischen Porträts“ seines Freundes Francis Picabia eine Vorlage. Die Arbeiten wurden 1913 in der Galerie 291 vorgestellt. Im Frühjahr 1914 reiste de Zayas wieder nach Paris, um erneut als Kurator für Stieglitz zu agieren. So organisierte er afrikanische Kunstobjekte, die 1914 zur ersten Ausstellung afrikanischer Artefakte im Kontext einer Kunstgalerie in New York führten.
Mit Ausbruch des Ersten Weltkriegs ging de Zayas in die USA zurück. Gemeinsam mit dem Fotografen und Kunstkritiker Paul Haviland, der Kunstmäzenin und Journalistin Agnes E. Meyer und Picabia brachte er 1915 die nach der Galerie benannte Kunstzeitschrift 291 heraus, die der New Yorker Avantgarde als Forum diente. Überdies verfasste de Zayas Beiträge für Stieglitz’ Zeitschrift Camera Work. Im selben Jahr eröffnete er mit Haviland und Meyer die Modern Gallery in der 500 Fifth Avenue, die als „Auskopplung“ von Stieglitz’ 291, stärker den kommerziellen Aspekt des rasant wachsenden New Yorker Kunstmarktes bedienen sollte. Stieglitz sah darin bald eine Konkurrenz, worüber die Zusammenarbeit und Freundschaft mit de Zayas zerbrach. 1916 brachte de Zayas mit Haviland das Buch A Study of the Modern Evolution of Plastic Expression heraus. 1919 änderte de Zayas den Namen seiner Galerie in De Zayas Gallery. Die Galerie bestand bis 1921. Nach der Schließung ging de Zayas nach Europa, wo er die nächsten zwanzig Jahre verbrachte. 1930 heiratete er Virginia Harrison, eine Nachfahrin des Eisenbahn-Magnaten Charles Crocker.
Auf Wunsch von Alfred Barr, dem Direktor des  Museum of Modern Art, schrieb de Zayas ab 1940 die Geschichte zur Entstehung der modernen Kunst in Amerika nieder. De Zayas sammelte dafür zahlreiche zeitgenössische Dokumente, Fotografien, Manuskripte und Notizen. Die Veröffentlichung erlebte de Zayas jedoch nicht, das Buch wurde erst 1996 veröffentlicht.
Nach Ende des Zweiten Weltkrieges kehrte de Zayas in die USA zurück, wo er sich zunächst in Stamford, dann in Greenwich, Connecticut, niederließ. Marius de Zayas starb 1961 im Alter von 81 Jahren im Stamford Hospital.